# Бад Иберкинген
Бад Иберкинген (њем. Bad Überkingen) општина је у њемачкој савезној држави Баден-Виртемберг. Једно је од 38 општинских средишта округа Гепинген. Према процјени из 2010. у општини је живјело 3.855 становника. Посједује регионалну шифру (AGS) 8117007.

## Географски и демографски подаци
Бад Иберкинген се налази у савезној држави Баден-Виртемберг у округу Гепинген. Општина се налази на надморској висини од 455 метара. Површина општине износи 24,0 km². У самом мјесту је, према процјени из 2010. године, живјело 3.855 становника. Просјечна густина становништва износи 160 становника/km².